# Общее уравнение динамики
Общее уравнение механики представляет собой математическую формулировку принципа д’Аламбера — Лагранжа, дающего общий метод решения задач динамики и статики и являющегося одним из основных принципов теоретической механики.( Стр.142) Этот принцип объединяет принцип возможных перемещений и принцип Д'Аламбера

## Равновесие механической системы
Для свободного тела, то есть тела, на которое не наложено никаких связей, условие равновесия в декартовой системе координат определяется равенством нулю сумм проекций действующих на каждый компонент системы сил на координатные оси и сумм всех приложенных к телу моментов сил относительно этих осей:
{\displaystyle \Sigma F_{x}(i)=\Sigma F_{y}(i)=\Sigma F_{z}(i)=0} (1)
и
{\displaystyle \Sigma (M_{x}(i)=\Sigma (M_{y}(i)=\Sigma (M_{z}(i)=0} (2)
Выполнение этих условий будет свидетельствовать о том, что избранная система отсчёта инерциальна и потому в этой системе отсчёта тело будет либо покоиться, либо двигаться без поворота (в том числе и вращения) равномерно и прямолинейно.( Стр.601)
Но выполнения этих условий недостаточно для того, чтобы равновесие сохранялось независимо от внешних воздействий на систему. Для этого необходимо, чтобы оно было устойчивым.
Равновесие системы считается устойчивым, если при малом нарушении её консервативности, т.е изменении суммы её кинетической и потенциальной энергий ( Стр.309) путём воздействия извне, её компоненты мало отклоняются от равновесного положения и возвращаются в него после прекращения воздействия.
Для консервативных систем достаточное условие равновесия системы определяется теоремой Лагранжа-Дирихле, согласно которой равновесие устойчиво, если положение её равновесия соответствует минимуму потенциальной энергии( Стр.797).

## Механические связи
Если же тело несвободно по причине наложенных на него связей, те из формул (1) и (2), которые не относятся к реакциям связей, будут определять равновесие системы. Остальные уравнения дают сведения, позволяющие определить реакции связей, что становится возможным в том случае, если связи жёстко закрепляют систему, препятствуя любым в ней движениям.( Стр.601). В противном случае необходимость учёта реакций связи и внесения их в уравнение движения создаёт далеко не всегда решаемую проблему.

## Принцип возможных перемещений
Изменение состояния механической системы определяется изменением её координат, определяющих число степеней свободы. Во многих случаях их число ограничено связями, путём силового воздействия на компоненты системы препятствующими некоторым изменениям. Оставшиеся возможности изменения координат определяются возможными перемещениями.
Принцип возможных перемещений представляет собой один из вариационных принципов в науке о движении тел. Он устанавливает общее условие равновесия механической системы. При этом под равновесием понимается такое состояние механической системы, подверженной влиянию сил, при котором все образующие систему материальные точки не меняют своего положения, то есть покоятся по отношению к этой системе. Если это равновесие наблюдается в инерциальной системе, такое равновесие называется абсолютным, в неинерциальной системе равновесие будет лишь относительным.( Стр.601)
Этот принцип гласит:

Для равновесия механической системы с идеальными (не совершающими работы) связями необходимо и достаточно, чтобы сумма работ всех приложенных к системе активных сил на любом возможном перемещении системы была равно нулю( Стр.81)

{\displaystyle \Sigma (\delta A(i)=\Sigma (F(i)\cos \alpha (i)\delta s(i)=0} (3)
{\displaystyle \delta A(i)} есть элементарная работа, совершаемая «активными силами» {\displaystyle F(i)} направленными под углом {\displaystyle \alpha (i)} к направлению виртуального смещения {\displaystyle \delta s(i)}
Оговорка об активных силах предусматривает отсутствие сил инерции, то есть рассмотрение возможных перемещений в инерциальной системе отсчёта.
Существенно, что в число активных сил входят и реакции связей трудно, а в некоторых случаях вообще не поддающихся математическому описанию. В этом случае оказывается эффективным введение в рассмотрение абсолютно жёстких связей , не деформируемых и потому не совершающих работы. Как и инерциальные системы отсчёта, такие связи являются абстракцией, приемлемой только при условии, что происшедшие от их принятия ошибки не превышают оговорённого ранее значения. Но, предположив, что связи абсолютно жестки, можно при решении проблемы равновесия механической системы с точки зрения принципа возможных перемещений вообще исключить из рассмотрения реакции связи.( Стр.178 −189)

## Принцип Даламбера
В случае рассмотрения механических систем, не находящихся в состоянии равновесия, реакции связи игнорировать нельзя. Однако, при сохранении допущения об абсолютной жёсткости этих связей оказывается, что при этом понятие связи лишилось физического содержания и исчезла возможность выразить реакции связей как функции координат, следовательно невозможно и записать дифференциальные уравнения движения.
Выход из создавшегося затруднения был предложен Даламбером.
Второй закон Ньютона записывается в форме:
{\displaystyle {m_{i}}{\vec {a}}} = {\displaystyle {\vec {F}}} + {\displaystyle {\vec {F}}_{b},} (4)
где к силе, действующей на тело добавляется сила реакции связей {\displaystyle {\vec {F}}_{b}}
Затем производится перенос всех членов равенства налево:
({\displaystyle {\vec {F}}} — {\displaystyle {m_{i}}{\vec {a}}}) + {\displaystyle {\vec {F}}_{b}} = 0 (5)
Возникает видимость равновесия сил, позволяющая формально применить принцип возможных перемещений. И потому и здесь стало возможным не принимать во внимание силы реакции связей.
Но сила (- {\displaystyle {m_{i}}{\vec {a}}}) есть не что иное, как сила противодействия из третьего закона Ньютона или же ньютонова сила инерции, не приложенная к телу. Здесь же она благодаря искусственному приёму к этому телу приложена. Таким образом создана парадоксальная ситуация, заключающаяся в том, что на тело действуют взаимно компенсирующие силы, но тело, тем не менее, движется с ускорением.
Поэтому сила (- {\displaystyle {m_{i}}{\vec {a}}}), которая носит название даламберова сила инерции в силу того, что не является следствием объективных физических процессов, но продуктом субъективной воли, безусловно фиктивна.

## Принцип Даламбера-Лагранжа
Вначале Принцип Д’Аламбера не содержал никакого упоминания о силах инерции. Но со временем под вектором (- {\displaystyle {m_{i}}{\vec {a}}}) стали понимать силу инерции(Ссылка в Стр.131).

В механической системе с идеальными связями сумма элементарных работ, совершаемых активными силами и силами инерции на любом возможном (виртуальном) перемещении равна нулю.

## Общее уравнение динамики
Записывается так:
{\displaystyle \Sigma (\delta A_{a}(i)+\delta A_{j}(i))=0} (6)
или иначе:
{\displaystyle \Sigma (F_{a}(i)\cos \alpha (i)+F_{j}(i)\cos \beta (i))\delta s(i)=0.} (7)
Здесь {\displaystyle \delta A_{x}(i)} есть элементарная работа, совершаемая «активными силами» — индекс x = a (то есть силами, происхождение которых можно в принципе проследить) и эйлеровыми силами инерции индекс — x = j (то есть силами, возникшими благодаря воздействию других активных сил не на сам i-й компонент системы, но на систему отсчёта, что в результате изменило его ускорение).
В (7) предполагается, что работа вызвана силой {\displaystyle F_{x}(i)}, направленной под углом {\displaystyle \alpha (i)} для активной силы и под углом {\displaystyle \beta (i)} для силы инерции к направлению виртуального смещения {\displaystyle \delta s(i)}.

## Замечание
Общее уравнение механики учитывает работу сил инерции наравне с работой активных сил. Это значит, что с позиции общих принципов механики в отношении сил инерции (точнее эйлеровых сил инерции) «…следует признать, что у нас нет сколько-нибудь веских оснований сомневаться в реальности сил инерции…»( Стр.178)